# 14e étape du Tour de France 2014
Pour un article plus général, voir Tour de France 2014.
La 14e étape du Tour de France 2014 s'est déroulée le samedi 19 juillet 2014 entre Grenoble et Risoul.

## Parcours
Cette étape de montagne de 177 km comporte trois cols et un sprint intermédiaire, situé au Bourg-d'Oisans (lieu-dit La Paute) au kilomètre 40. Le col du Lautaret, classé en 1re catégorie (34 km de montée à 3,9 % de moyenne), est le premier franchi. La seconde ascension répertoriée pour le Grand Prix de la montagne est le col d'Izoard, col classé Hors catégorie, (19 km de montée à 6 % de moyenne). Il constitue le plus haut sommet de ce Tour, ainsi que le souvenir Henri Desgrange. Enfin, l'arrivée est adjugée au sommet de la montée vers Risoul, inédite sur l'épreuve (mais déjà grimpée dans d'autres courses comme le Tour de l'Avenir ou le Critérium du Dauphiné) et classée en 1re catégorie (12,6 km de montée à 6,9 % de moyenne).

## Résultats

### Classement de l'étape
| Classement de la 14e étape | Classement de la 14e étape | Classement de la 14e étape | Classement de la 14e étape | Classement de la 14e étape |
|                            | Coureur                    | Pays                       | Équipe                     | Temps                      |
| -------------------------- | -------------------------- | -------------------------- | -------------------------- | -------------------------- |
| 1er                        | Rafał Majka                | Pologne                    | Tinkoff-Saxo               | en 5 h 8 min 27 s          |
| 2e                         | Vincenzo Nibali            | Italie                     | Astana                     | + 24 s                     |
| 3e                         | Jean-Christophe Péraud     | France                     | AG2R La Mondiale           | + 26 s                     |
| 4e                         | Thibaut Pinot              | France                     | FDJ.fr                     | + 50 s                     |
| 5e                         | Romain Bardet              | France                     | AG2R La Mondiale           | + 50 s                     |
| 6e                         | Tejay van Garderen         | États-Unis                 | BMC Racing                 | + 54 s                     |
| 7e                         | Fränk Schleck              | Luxembourg                 | Trek Factory Racing        | + 1 min 1 s                |
| 8e                         | Laurens ten Dam            | Pays-Bas                   | Belkin                     | + 1 min 7 s                |
| 9e                         | Leopold König              | Tchéquie                   | NetApp-Endura              | + 1 min 20 s               |
| 10e                        | Alejandro Valverde         | Espagne                    | Movistar                   | + 1 min 24 s               |
| modifier                   |                            |                            |                            |                            |

### Points attribués
| Sprint intermédiaire de La Paute (km 40,0) | Sprint intermédiaire de La Paute (km 40,0) | Sprint intermédiaire de La Paute (km 40,0) | Sprint intermédiaire de La Paute (km 40,0) | Sprint intermédiaire de La Paute (km 40,0) |
| ------------------------------------------ | ------------------------------------------ | ------------------------------------------ | ------------------------------------------ | ------------------------------------------ |
|                                            | Coureur                                    | Pays                                       | Équipe                                     | Point(s)                                   |
| 1er                                        | Peter Sagan                                | Slovaquie                                  | Cannondale                                 | 20                                         |
| 2e                                         | Alessandro De Marchi                       | Italie                                     | Cannondale                                 | 17                                         |
| 3e                                         | Geraint Thomas                             | Royaume-Uni                                | Sky                                        | 15                                         |
| 4e                                         | Steven Kruijswijk                          | Pays-Bas                                   | Belkin                                     | 13                                         |
| 5e                                         | Simon Yates                                | Royaume-Uni                                | Orica-GreenEDGE                            | 11                                         |
| 6e                                         | Amaël Moinard                              | France                                     | BMC Racing                                 | 10                                         |
| 7e                                         | Jesús Herrada                              | Espagne                                    | Movistar                                   | 9                                          |
| 8e                                         | Nicolas Edet                               | France                                     | Cofidis                                    | 8                                          |
| 9e                                         | Albert Timmer                              | Pays-Bas                                   | Giant-Shimano                              | 7                                          |
| 10e                                        | Christophe Riblon                          | France                                     | AG2R La Mondiale                           | 6                                          |
| 11e                                        | Cyril Gautier                              | France                                     | Europcar                                   | 5                                          |
| 12e                                        | Rafał Majka                                | Pologne                                    | Tinkoff-Saxo                               | 4                                          |
| 13e                                        | Nicolas Roche                              | Irlande                                    | Tinkoff-Saxo                               | 3                                          |
| 14e                                        | José Serpa                                 | Colombie                                   | Lampre-Merida                              | 2                                          |
| 15e                                        | Rein Taaramäe                              | Estonie                                    | Cofidis                                    | 1                                          |
| modifier                                   |                                            |                                            |                                            |                                            |

| Classement de l'étape | Classement de l'étape  | Classement de l'étape | Classement de l'étape | Classement de l'étape |
| --------------------- | ---------------------- | --------------------- | --------------------- | --------------------- |
|                       | Coureur                | Pays                  | Équipe                | Point(s)              |
| 1er                   | Rafał Majka            | Pologne               | Tinkoff-Saxo          | 20                    |
| 2e                    | Vincenzo Nibali        | Italie                | Astana                | 17                    |
| 3e                    | Jean-Christophe Péraud | France                | AG2R La Mondiale      | 15                    |
| 4e                    | Thibaut Pinot          | France                | FDJ.fr                | 13                    |
| 5e                    | Romain Bardet          | France                | AG2R La Mondiale      | 11                    |
| 6e                    | Tejay van Garderen     | États-Unis            | BMC Racing            | 10                    |
| 7e                    | Fränk Schleck          | Luxembourg            | Trek Factory Racing   | 9                     |
| 8e                    | Laurens ten Dam        | Pays-Bas              | Belkin                | 8                     |
| 9e                    | Leopold König          | Tchéquie              | NetApp-Endura         | 7                     |
| 10e                   | Alejandro Valverde     | Espagne               | Movistar              | 6                     |
| 11e                   | Haimar Zubeldia        | Espagne               | Trek Factory Racing   | 5                     |
| 12e                   | Pierre Rolland         | France                | Europcar              | 4                     |
| 13e                   | Ion Izagirre           | Espagne               | Movistar              | 3                     |
| 14e                   | Michael Rogers         | Australie             | Tinkoff-Saxo          | 2                     |
| 15e                   | John Gadret            | France                | Movistar              | 1                     |
| modifier              |                        |                       |                       |                       |

### Cols et côtes
| Col du Lautaret (km 82,0) 1re catégorie | Col du Lautaret (km 82,0) 1re catégorie | Col du Lautaret (km 82,0) 1re catégorie | Col du Lautaret (km 82,0) 1re catégorie | Col du Lautaret (km 82,0) 1re catégorie |
| --------------------------------------- | --------------------------------------- | --------------------------------------- | --------------------------------------- | --------------------------------------- |
|                                         | Coureur                                 | Pays                                    | Équipe                                  | Point(s)                                |
| 1er                                     | Joaquim Rodríguez                       | Espagne                                 | Katusha                                 | 10                                      |
| 2e                                      | Rafał Majka                             | Pologne                                 | Tinkoff-Saxo                            | 8                                       |
| 3e                                      | Nicolas Roche                           | Irlande                                 | Tinkoff-Saxo                            | 6                                       |
| 4e                                      | José Serpa                              | Colombie                                | Lampre-Merida                           | 4                                       |
| 5e                                      | Alessandro De Marchi                    | Italie                                  | Cannondale                              | 2                                       |
| 6e                                      | Christophe Riblon                       | France                                  | AG2R La Mondiale                        | 1                                       |
| modifier                                |                                         |                                         |                                         |                                         |

| Col d'Izoard (km 132,5) Hors catégorie | Col d'Izoard (km 132,5) Hors catégorie | Col d'Izoard (km 132,5) Hors catégorie | Col d'Izoard (km 132,5) Hors catégorie | Col d'Izoard (km 132,5) Hors catégorie |
| -------------------------------------- | -------------------------------------- | -------------------------------------- | -------------------------------------- | -------------------------------------- |
|                                        | Coureur                                | Pays                                   | Équipe                                 | Point(s)                               |
| 1er                                    | Joaquim Rodríguez                      | Espagne                                | Katusha                                | 25                                     |
| 2e                                     | Rafał Majka                            | Pologne                                | Tinkoff-Saxo                           | 20                                     |
| 3e                                     | Mikel Nieve                            | Espagne                                | Sky                                    | 16                                     |
| 4e                                     | Jesús Herrada                          | Espagne                                | Movistar                               | 14                                     |
| 5e                                     | Simon Yates                            | Royaume-Uni                            | Orica-GreenEDGE                        | 12                                     |
| 6e                                     | Geraint Thomas                         | Royaume-Uni                            | Sky                                    | 10                                     |
| 7e                                     | Alessandro De Marchi                   | Italie                                 | Cannondale                             | 8                                      |
| 8e                                     | José Serpa                             | Colombie                               | Lampre-Merida                          | 6                                      |
| 9e                                     | Steven Kruijswijk                      | Luxembourg                             | Belkin                                 | 4                                      |
| 10e                                    | Amaël Moinard                          | France                                 | BMC Racing                             | 2                                      |
| modifier                               |                                        |                                        |                                        |                                        |

| \| Montée de Risoul (km 177,0) 1re catégorie \| Montée de Risoul (km 177,0) 1re catégorie \| Montée de Risoul (km 177,0) 1re catégorie \| Montée de Risoul (km 177,0) 1re catégorie \| Montée de Risoul (km 177,0) 1re catégorie \| \| ----------------------------------------- \| ----------------------------------------- \| ----------------------------------------- \| ----------------------------------------- \| ----------------------------------------- \| \| \| Coureur \| Pays \| Équipe \| Point(s) \| \| 1er \| Rafał Majka \| Pologne \| Tinkoff-Saxo \| 20 \| \| 2e \| Vincenzo Nibali \| Italie \| Astana \| 16 \| \| 3e \| Jean-Christophe Péraud \| France \| AG2R La Mondiale \| 12 \| \| 4e \| Thibaut Pinot \| France \| FDJ.fr \| 8 \| \| 5e \| Romain Bardet \| France \| AG2R La Mondiale \| 4 \| \| 6e \| Tejay van Garderen \| États-Unis \| BMC Racing \| 2 \| \| modifier \| \| \| \| \| |                        |            |                  |          |
| Montée de Risoul (km 177,0) 1re catégorie |                        |            |                  |          |
| | Coureur                | Pays       | Équipe           | Point(s) |
| 1er | Rafał Majka            | Pologne    | Tinkoff-Saxo     | 20       |
| 2e | Vincenzo Nibali        | Italie     | Astana           | 16       |
| 3e | Jean-Christophe Péraud | France     | AG2R La Mondiale | 12       |
| 4e | Thibaut Pinot          | France     | FDJ.fr           | 8        |
| 5e | Romain Bardet          | France     | AG2R La Mondiale | 4        |
| 6e | Tejay van Garderen     | États-Unis | BMC Racing       | 2        |
| modifier |                        |            |                  |          |

## Classements à l'issue de l'étape

### Classement général
| Classement général | Classement général     | Classement général | Classement général | Classement général  |
|                    | Coureur                | Pays               | Équipe             | Temps               |
| ------------------ | ---------------------- | ------------------ | ------------------ | ------------------- |
| 1er                | Vincenzo Nibali        | Italie             | Astana             | en 61 h 52 min 54 s |
| 2e                 | Alejandro Valverde     | Espagne            | Movistar           | + 4 min 37 s        |
| 3e                 | Romain Bardet          | France             | AG2R La Mondiale   | + 4 min 50 s        |
| 4e                 | Thibaut Pinot          | France             | FDJ.fr             | + 5 min 6 s         |
| 5e                 | Tejay van Garderen     | États-Unis         | BMC Racing         | + 5 min 49 s        |
| 6e                 | Jean-Christophe Péraud | France             | AG2R La Mondiale   | + 6 min 8 s         |
| 7e                 | Bauke Mollema          | Pays-Bas           | Belkin             | + 8 min 33 s        |
| 8e                 | Leopold König          | Tchéquie           | NetApp-Endura      | + 9 min 32 s        |
| 9e                 | Laurens ten Dam        | Pays-Bas           | Belkin             | + 10 min 1 s        |
| 10e                | Pierre Rolland         | France             | Europcar           | + 10 min 48 s       |
| modifier           |                        |                    |                    |                     |

### Classement par points
| Classement par points | Classement par points | Classement par points | Classement par points | Classement par points |
| --------------------- | --------------------- | --------------------- | --------------------- | --------------------- |
|                       | Coureur               | Pays                  | Équipe                | Point(s)              |
| 1er                   | Peter Sagan           | Slovaquie             | Cannondale            | 361 points            |
| 2e                    | Bryan Coquard         | France                | Europcar              | 191 pts               |
| 3e                    | Alexander Kristoff    | Norvège               | Katusha               | 172 pts               |
| modifier              |                       |                       |                       |                       |

### Classement du meilleur grimpeur
| Classement du meilleur grimpeur | Classement du meilleur grimpeur | Classement du meilleur grimpeur | Classement du meilleur grimpeur | Classement du meilleur grimpeur |
| ------------------------------- | ------------------------------- | ------------------------------- | ------------------------------- | ------------------------------- |
|                                 | Coureur                         | Pays                            | Équipe                          | Point(s)                        |
| 1er                             | Joaquim Rodríguez               | Espagne                         | Katusha                         | 88 points                       |
| 2e                              | Rafał Majka                     | Pologne                         | Tinkoff-Saxo                    | 88 pts                          |
| 3e                              | Vincenzo Nibali                 | Italie                          | Astana                          | 86 pts                          |
| modifier                        |                                 |                                 |                                 |                                 |

### Classement du meilleur jeune
| Classement général du meilleur jeune | Classement général du meilleur jeune | Classement général du meilleur jeune | Classement général du meilleur jeune | Classement général du meilleur jeune |
|                                      | Coureur                              | Pays                                 | Équipe                               | Temps                                |
| ------------------------------------ | ------------------------------------ | ------------------------------------ | ------------------------------------ | ------------------------------------ |
| 1er                                  | Romain Bardet                        | France                               | AG2R La Mondiale                     | en 61 h 57 min 44 s                  |
| 2e                                   | Thibaut Pinot                        | France                               | FDJ.fr                               | + 16 s                               |
| 3e                                   | Michał Kwiatkowski                   | Pologne                              | Omega Pharma-Quick Step              | + 14 min 34 s                        |
| modifier                             |                                      |                                      |                                      |                                      |

### Classement par équipes
| Classement par équipes | Classement par équipes | Classement par équipes | Classement par équipes |
|                        | Équipe                 | Pays                   | Temps                  |
| ---------------------- | ---------------------- | ---------------------- | ---------------------- |
| 1re                    | AG2R La Mondiale       | France                 | en 185 h 56 min 38 s   |
| 2e                     | Belkin                 | Pays-Bas               | + 12 min 42 s          |
| 3e                     | Sky                    | Royaume-Uni            | + 38 min 16 s          |
| modifier               |                        |                        |                        |

## Abandons
- Rafael Valls (Lampre-Merida) : abandon
- Dries Devenyns (Giant-Shimano) : abandon